# Flugplatz Zerbst

i7
i11
i13
Der Flugplatz Zerbst (ICAO-Code: EDUZ) ist ein Sonderlandeplatz und ehemaliger Militärflugplatz im Landkreis Anhalt-Bitterfeld in Sachsen-Anhalt. Er liegt etwa sechs Kilometer nordöstlich von Zerbst.

## Geschichte
Der Militärflugplatz Zerbst wurde 1936 gebaut. Neben Versorgungs- und Betriebsgebäuden wurden zwei Pisten mit einer Länge von je 1.280 Metern angelegt. Die Jagdfliegerschule 2, das Kampfgeschwader 54 und die Nahaufklärungsgruppe 1 waren auf dem Platz stationiert. Des Weiteren hatte die REIMAHG hier eine Außenstelle. Ab 1944 wurde das Jagdgeschwader 54 teilweise mit Messerschmitt Me 262 ausgerüstet, die noch bis April 1945 von Zerbst aus zu Einsätzen starteten. 
Nach dem Zweiten Weltkrieg besetzte die Rote Armee den Platz und baute ihn weiter aus. Neben einer 2.400 Meter langen und 60 Meter breiten Piste entstanden Hangars, Montagehallen und Unterkünfte. In der angeschlossenen Militärstadt lebten während der sowjetischen Nutzung bis zu 10.000 Menschen. Bis 1992 war auf dem Platz die 126. Jagdfliegerdivision der 16. Luftarmee stationiert.

## Nutzung
Seit 1992 wird das Gelände als ziviler Sonderlandeplatz genutzt und seit 1999 vom Luftsportverein Zerbst betrieben. Im Jahr 2011 wurde etwa ein Drittel der Standortfläche in einen Solarpark umgewandelt. Im Jahr 2014 kam eine Biogasraffinerie hinzu.
Der Platz verfügt über eine Beton- und eine Graspiste von je 750 Metern Länge und 30 bzw. 50 Metern Breite. Zugelassen ist er für Segelflugzeuge, Motorsegler, Ultraleichtflugzeuge, Motorflugzeuge und Helikopter mit einem Höchstabfluggewicht von bis zu 5,7 Tonnen. Die Graspiste ist auf ein Höchstabfluggewicht von zwei Tonnen beschränkt. Des Weiteren darf auf dem Platz Luftschiff-, Ballon- und Modellflugverkehr sowie Fallschirmspringen stattfinden.
Neben dem Luftsportverein Zerbst sind der Fallschirmsportverein Zerbst und der Flugmodellsport und Freizeitclub Zerbst am Flugplatz ansässig.